# Exdorf
Exdorf  ist ein Dorf im südlichen Landkreis Schmalkalden-Meiningen in Thüringen. Seit dem 1. Dezember 2007 ist die ehemals politisch selbständige Gemeinde ein Ortsteil der Gemeinde Grabfeld.

## Geografie
Exdorf ist der südöstlichste Ortsteil der Gemeinde. Der Ort liegt am Oberlauf der westlich am Ort vorbeifließenden Jüchse, eines südlichen Zuflusses der Werra. Der etwa 1 km südöstlich gelegene Ort Obendorf war bis 2007 Ortsteil der Gemeinde Exdorf und gehört heute zum Ortsteil Exdorf innerhalb der Gemeinde Grabfeld.

## Geschichte
Erstmals wurde Exdorf unter dem Namen Eggisdorph im Jahr 951 erwähnt. Herrschaftsmäßig gehörte der bei Schleusingen gelegene Ort im Amt Themar zunächst zur Grafschaft Henneberg, nach 1583 zu verschiedenen sächsischen Herzogtümern und von 1826 bis 1918 zum Herzogtum Sachsen-Meiningen. 1920 kam er zum Land Thüringen.
Exdorf war 1568–1614 von Hexenverfolgungen betroffen: Drei Frauen und ein Mann gerieten in Hexenprozesse.

## Kirche
Dorfkirche Exdorf

## Ansichten von Exdorf

Hennebergische Fachwerkhäuser prägen das Ortsbild
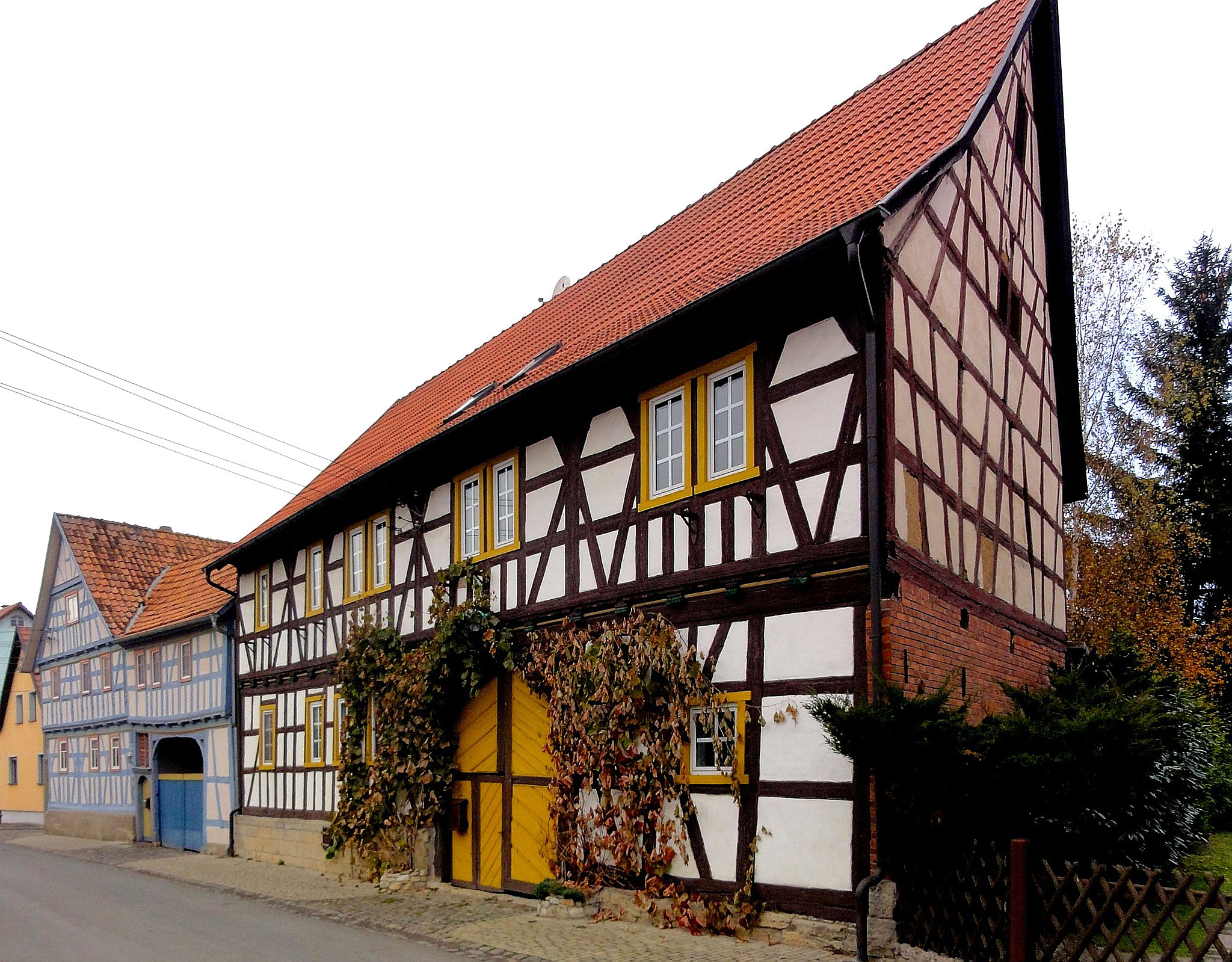
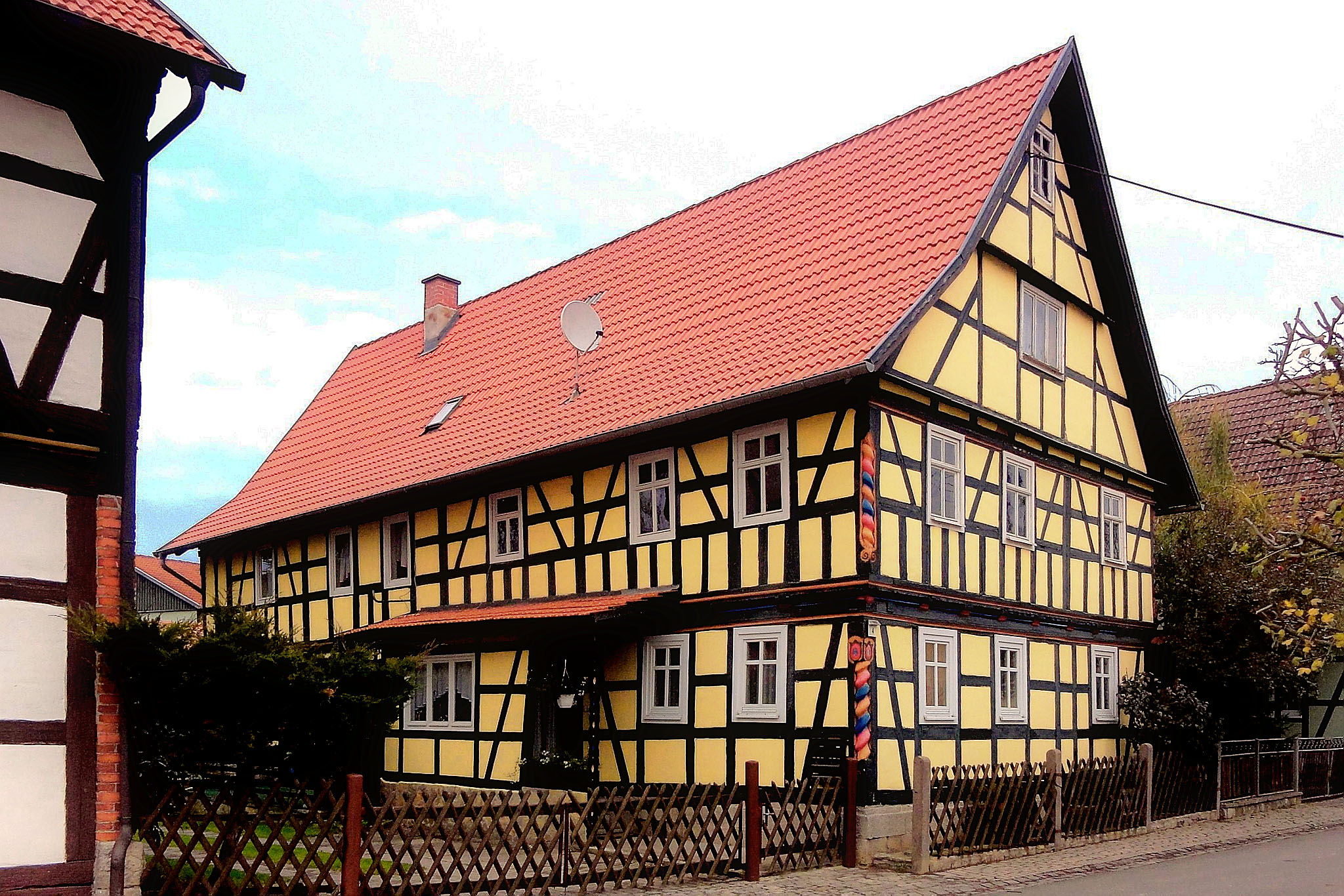
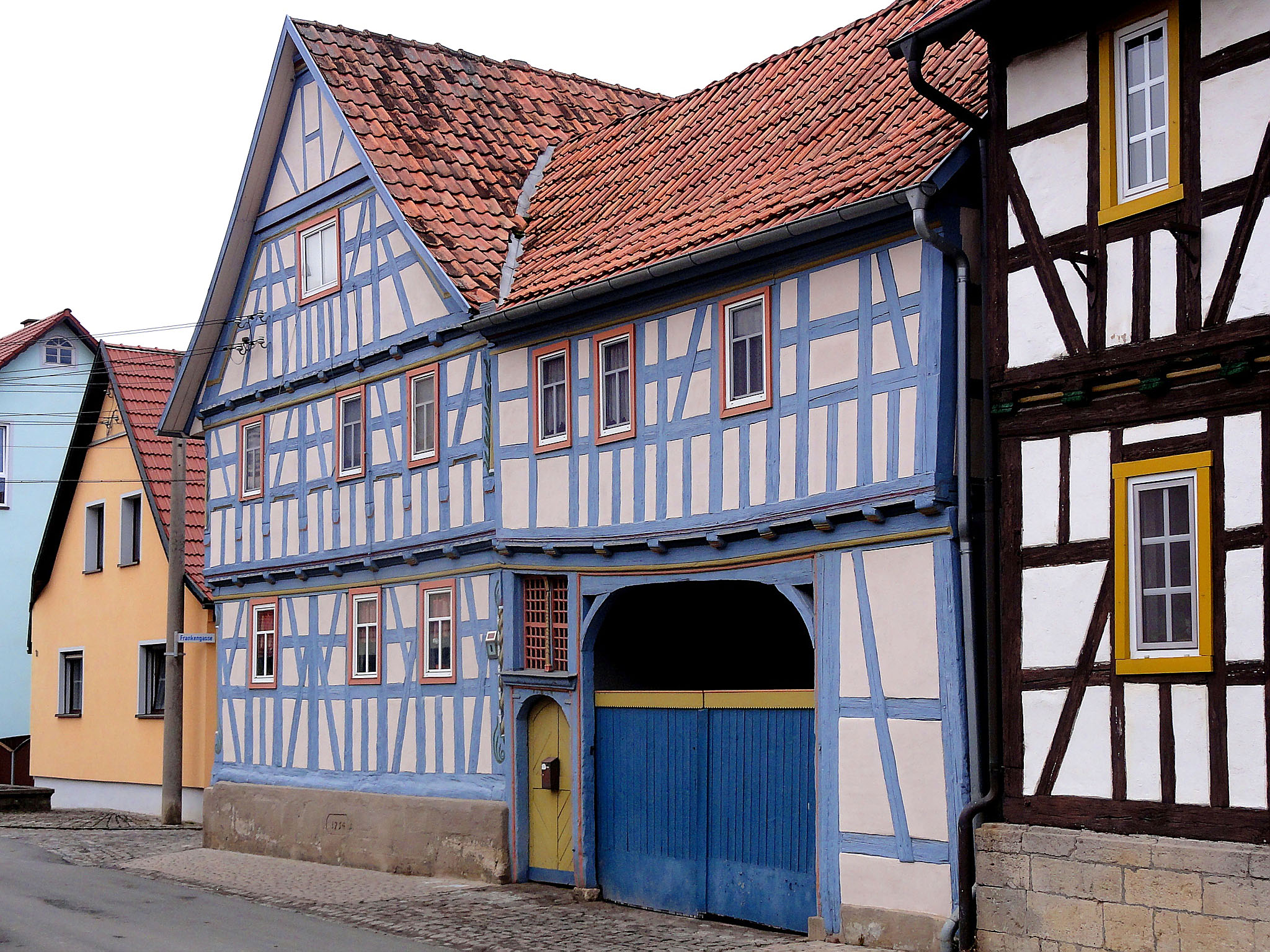
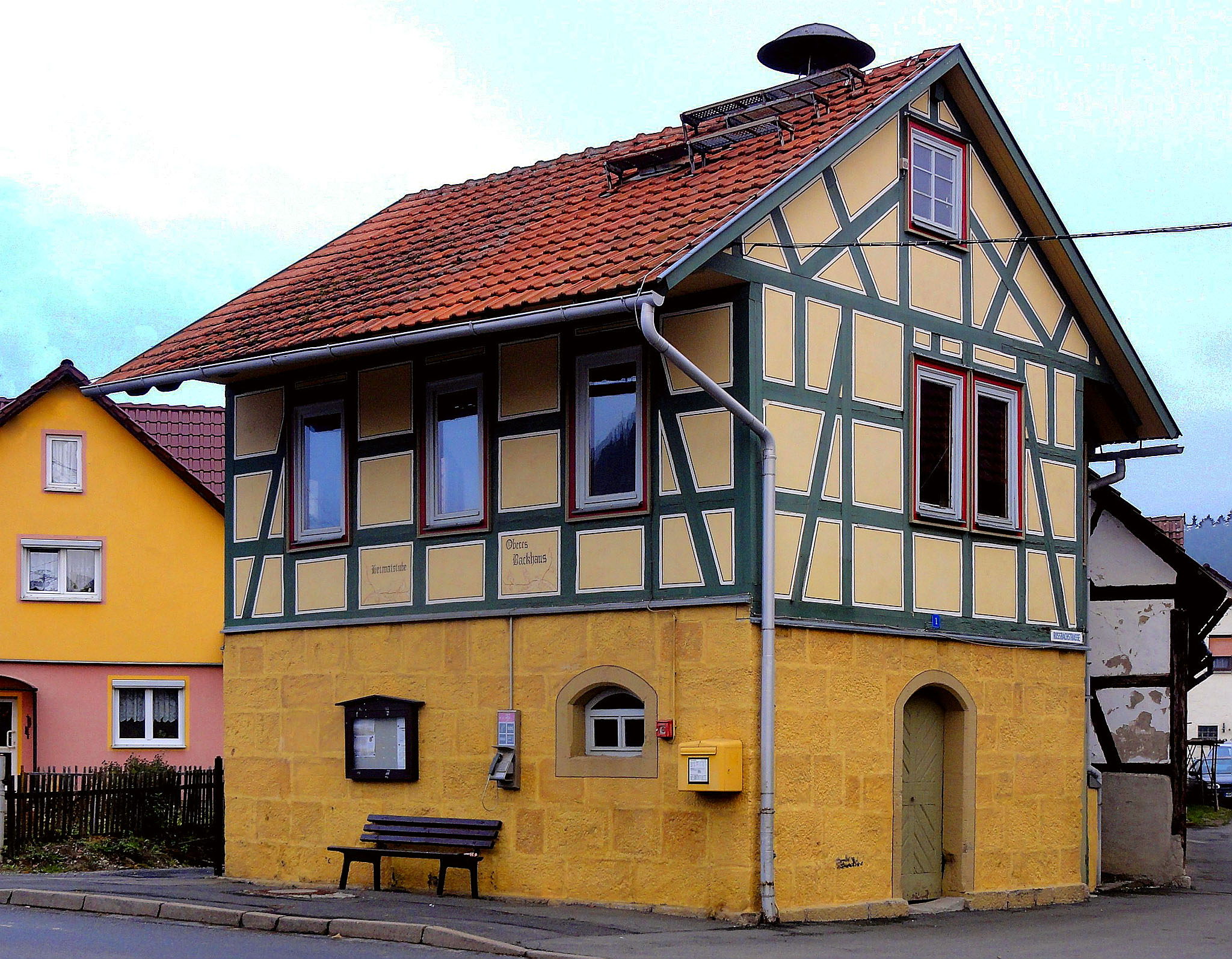
Oberes Backhaus und Heimatstube
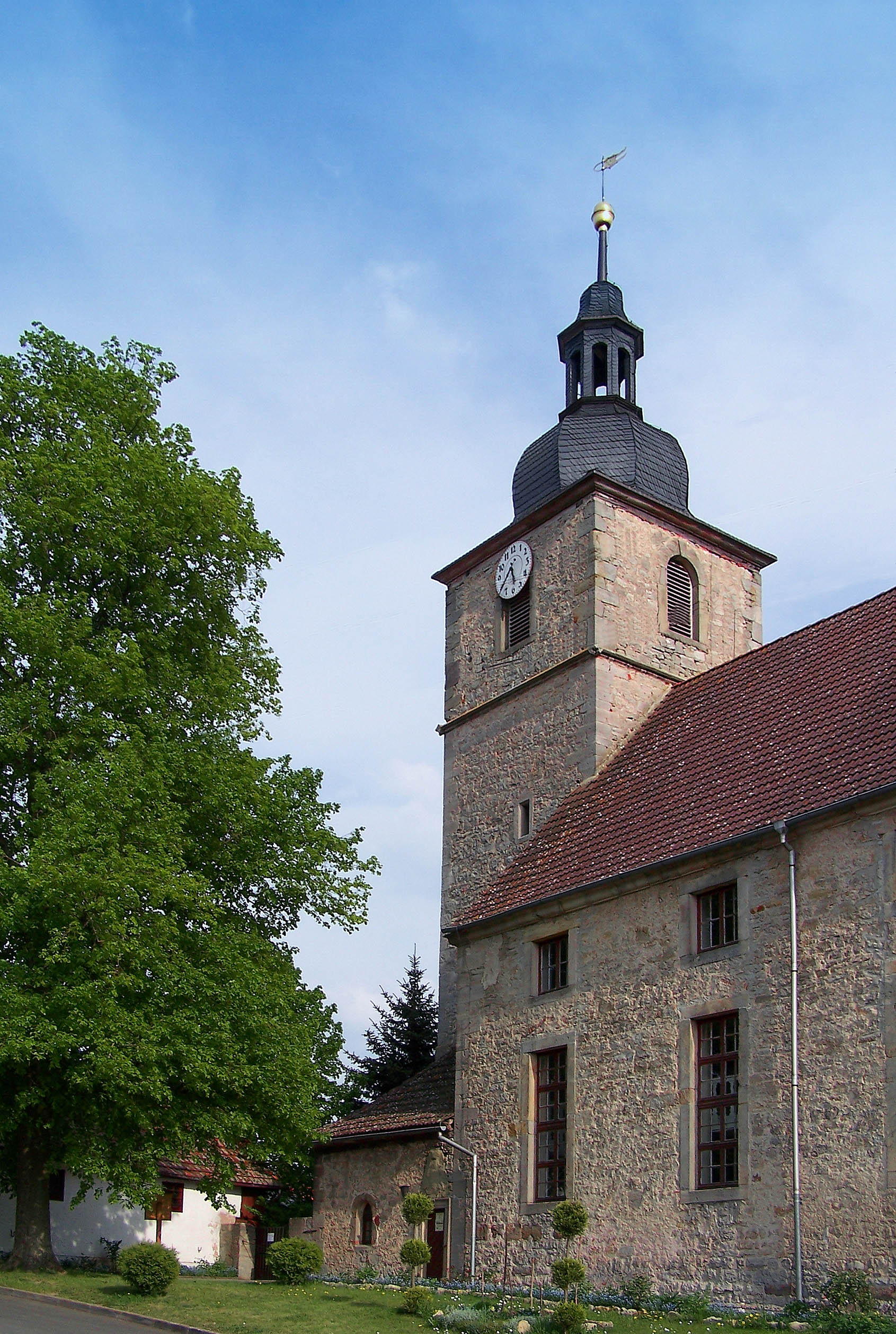
Die Dorfkirche
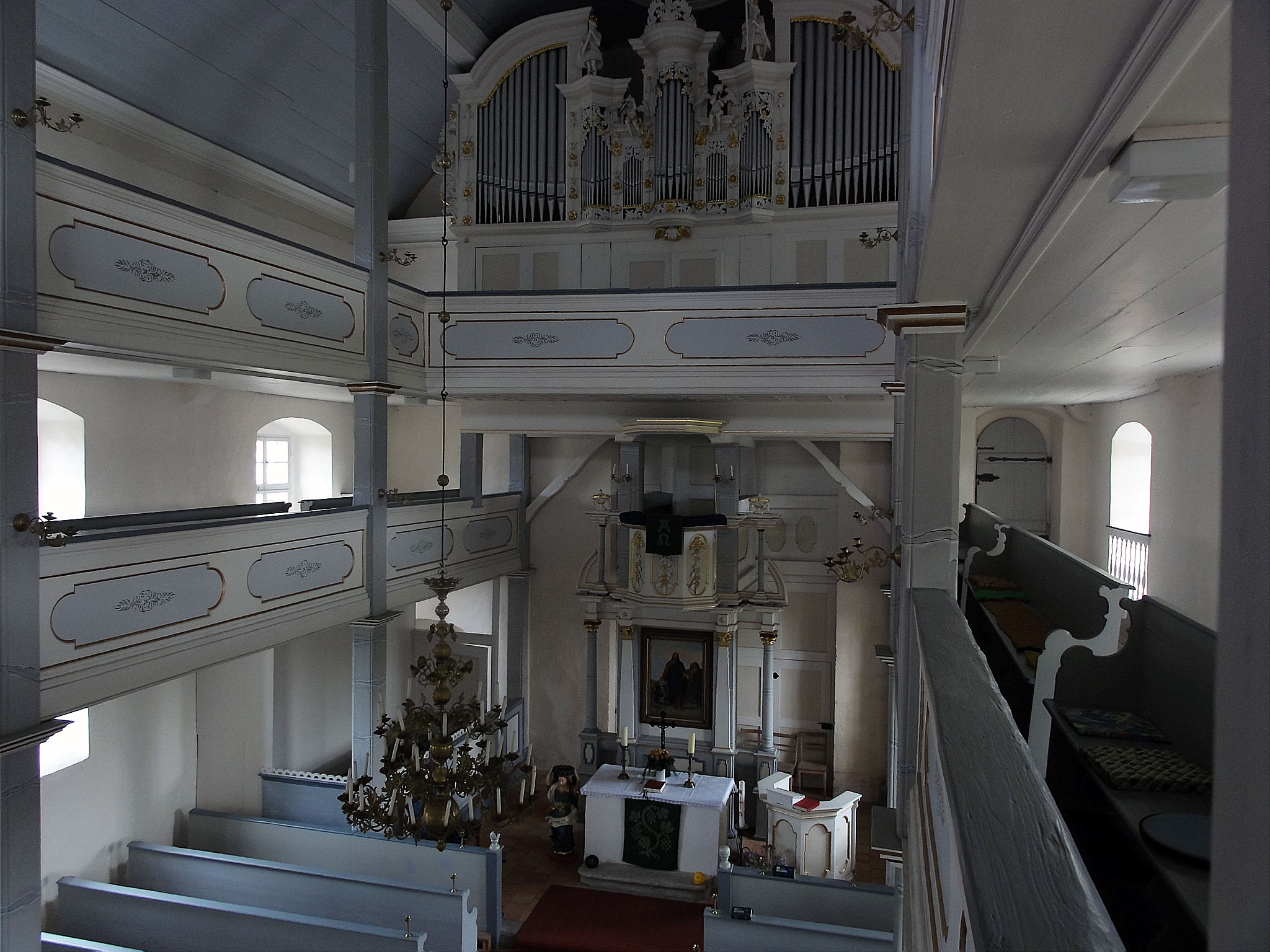
In der Kirche

## Politik

### Ortsteilbürgermeister
Florian Büchel ist der ehrenamtliche Ortsteilbürgermeister der Ortsteile Exdorf und Obendorf in der Gemeinde Grabfeld.

### Wappen
Das Wappen wurde vom Heraldiker Karl-Heinz Fritze aus Niederorschel gestaltet.